# Worthington (Iowa)
Worthington és una població dels Estats Units a l'estat d'Iowa. Segons el cens del 2000 tenia 381 habitants.

## Demografia
Segons el cens del 2000, Worthington tenia 381 habitants, 144 habitatges, i 112 famílies. La densitat de població era de 474,5 habitants/km².
Dels 144 habitatges en un 39,6% hi vivien nens de menys de 18 anys, en un 64,6% hi vivien parelles casades, en un 11,1% dones solteres, i en un 22,2% no eren unitats familiars. En el 20,1% dels habitatges hi vivien persones soles el 7,6% de les quals corresponia a persones de 65 anys o més que vivien soles. El nombre mitjà de persones vivint en cada habitatge era de 2,65 i el nombre mitjà de persones que vivien en cada família era de 3,08.
Per edats la població es repartia de la següent manera: un 27,6% tenia menys de 18 anys, un 8,1% entre 18 i 24, un 27% entre 25 i 44, un 23,1% de 45 a 60 i un 14,2% 65 anys o més.
L'edat mediana era de 37 anys. Per cada 100 dones de 18 o més anys hi havia 97,1 homes.
La renda mediana per habitatge era de 36.250 $ i la renda mediana per família de 42.500 $. Els homes tenien una renda mediana de 29.167 $ mentre que les dones 18.846 $. La renda per capita de la població era de 14.119 $. Entorn del 4,1% de les famílies i el 3,9% de la població estaven per davall del llindar de pobresa.

## Poblacions més properes
El següent diagrama mostra les poblacions més properes.